# Thomas Døssing
Thomas Døssing (6. juni 1882 i Hinge – 18. april 1947 i Moskva) var en dansk bibliotekar og diplomat. Han var Danmarks første biblioteksdirektør (leder af det statslige bibliotekstilsyn) 1920-1942 og spillede en stor rolle for udformningen af det danske folkebiblioteksvæsen.

## Opvækst og uddannelse
Døssing voksede op i et indremissionsk landbohjem i Hinge i Midtjylland som søn af gårdejer Anders Kristiansen Døssing og dennes hustru Kirsten Marie (født Kristensen).
Han blev student 1901 fra Viborg Katedralskole, tog filosofikum ved Københavns Universitet i 1902 og studerede derefter teologi der uden at afslutte studierne.

## Bibliotekar og biblioteksdirektør
I 1906 ansattes Døssing som assistent ved Det Kongelige Bibliotek, hvorefter han i 1908 fik en stilling som underbibliotekar ved Statsbiblioteket i Aarhus på anbefaling af H.O. Lange. I 1912 tilknyttedes han Statens Bogsamlingskomité som 'vandrebibliotekar'. I 1916 blev han formand for Dansk Biblioteksforening.
Døssing interesserede sig stærkt for bibliotekernes folkeoplysningsarbejde og fremstillede en række grundlæggende hjælpemidler til metodeudvikling af biblioteksarbejdet, herunder Navnetabeller (1913), Klassedeling (1915), Katalogisering (1917) og Lærebog i Biblioteksteknik (1922). Han spillede en nøglerolle i forarbejdet til den første bibliotekslov i 1920 og udnævntes til posten som direktør for det nyoprettede Statens Bibliotekstilsyn.

## Modstandsmand og gesandt
Døssing var tidligt aktiv i modstandsarbejde og agitation mod den danske samarbejdspolitik. Han var med til at stifte Frit Danmark i begyndelsen af 1942 og blev arresteret i december samme år og idømt fire måneders fængsel for opfordring til sabotage og suspenderet fra embedet som biblioteksdirektør. Efter endt afsoning i Horserødlejren blev han sat i husarrest i sit hjem i Humlebæk og fik tvungen orlov fra sin stilling i april 1943. Døssing udvalgtes i foråret 1944 til Frihedsrådets gesandt i Sovjetunionen på Frode Jakobsens anbefaling. Han flygtede 9. juni til Sverige og kom via London, Cairo og Teheran til Moskva sidst i juli. Efter krigen udnævnte befrielsesregeringen ham til ordinær gesandt, en stilling han bestred til sin død.
Døssing havde fra sin tidlige ungdom været socialdemokrat, men blev i løbet af krigsårene sympatisk indstillet overfor kommunismen. Historikerne Bent Jensen og Jørgen Grønvald Laustsen har påpeget, at hans primære loyalitet i årene som gesandt snarere lå hos Sovjetunionen end hos Frihedsrådet og den danske regering. Han beskrev det sovjetiske diktatur under Josef Stalin som et lykkeligt og velfungerende demokrati, hvor der var friere adgang til at fremsætte kritik end i noget andet land i verden. I rapporter fra Moskva til Frihedsrådet hævdede han, at Sovjetunionens befolkning havde rigelig og billig mad, skønt der i realiteten var fødevaremangel og sult.

## Privatliv
Døssing giftede sig i 1909 med Maren Christine Alvilda Christensen. Hun døde 1912 og året efter ægtede han Augusta Ruge, som han var gift med til sin død. De fik tre børn: Anders Døssing, der kom i koncentrationslejr, Agnethe Døssing (gift Normann) og Leif Døssing.

## Døssingprisen
Bibliotekarforbundet uddeler hvert andet år Døssingprisen til en person eller gruppe, der har ydet en bemærkelsesværdig indsats indenfor det kultur- eller bibliotekspolitiske område – eller som har værnet om ytringsfriheden i Døssings ånd. Døssingfonden og Døssingprisen er opkaldt efter Thomas Døssing. Døssingprisen på 25.000 kr. er blevet uddelt siden 1983 og uddeles i forbindelse med Bibliotekarforbundets generalforsamling.

## Forfatterskab
- Sovjetunionen paa Fredens Tærskel (Tiden, 1945)
- Stene for Brød. Social-politiske Betragtninger over dansk Folkeoplysning (Studentersamfundet, 1941)
- Af Aandsfrihedens Historie (Radiobøgerne, 1938)
- Denmark's public libraries (The Danish Publishing Office, 1938)
- Børne- og Skolebiblioteker. En Redegørelse (m. Johannes Vejlby. Danmarks Skolebiblioteksforening, 1937)
- Folkebibliotekerne før og nu (Hasselbalch, 1924)